# 環太平洋パートナーシップに関する包括的及び先進的な協定
環太平洋パートナーシップに関する包括的及び先進的な協定（かんたいへいようパートナーシップにかんするほうかつてきおよびせんしんてきなきょうてい、英語: Comprehensive and Progressive Agreement for Trans-Pacific Partnership; CPTPP）とは、オーストラリア、ブルネイ、カナダ、チリ、日本、マレーシア、メキシコ、ニュージーランド、ペルー、シンガポール、ベトナムの11ヶ国によって締結された、多国間貿易協定である。TPP11 (TPP Eleven) としても知られている。
2023年3月31日、CPTPPの11ヶ国はオンライン形式で閣僚会合を開き、イギリスの加入を認めることで合意した。7月16日に正式承認され、加入議定書に署名がされた。加入議定書は、2024年12月15日に発効した。2018年末のCPTPP発効後、新規加入は初となる。CPTPPはイギリスを加えた12ヶ国に広がり、欧州連合（EU）に迫る巨大経済圏となった。

## 概要
未発効の環太平洋パートナーシップ協定 (TPP) から発展した。調印時点でCPTPP参加11か国を合わせた経済は、世界の国内総生産（13.5兆アメリカ合衆国ドル）の13.4パーセント (％) を占めており、北米自由貿易協定、欧州連合市場に次ぐGDPで、世界で3番目に大きな自由貿易地域となっている。
TPPは2016年2月4日に署名されたが、ドナルド・トランプがアメリカ合衆国大統領に就任した直後に、アメリカ合衆国連邦政府が協定を離脱したため、発効しなかった。アメリカ合衆国を除く全ての当初のTPP署名者は、2017年5月にTPPを復活させることに同意し、2018年1月にCPTPPを締結することで合意に達した。正式な調印式は、2018年3月8日にチリのサンティアゴで開催された。
CPTPPはTPPの殆どを参照により組み込んでいるが、アメリカが支持し、他の国が反対した22の条項を一時停止し、発効の基準を引き下げたため、アメリカの参加は必要ない。協定は、その規定が、署名国の少なくとも50％（11の参加国のうちの6か国）による批准の60日後に発効することを指定している。6番目のオーストラリアが2018年10月31日に協定を批准し、この合意は2018年12月30日に最初の6つの批准国に対して発効した。
署名済みCPTPPの条項の3分の2は、アメリカが交渉プロセスを離れた時点のTPP協定と同じである。国有企業 (SOE) に関する章は変更されておらず、署名者はSOEに関する情報を互いに共有し、市場への国家介入の問題に取り組むことを目的としている。これには、貿易協定の知的財産権に関する最も詳細な基準、および海外で事業を行う企業に対する知的財産の侵害に対する保護が含まれている。
アメリカ合衆国が優先事項とし、他の参加国がそうではないとした22のTPP条項は、CPTPPで一時停止または変更された。アメリカが主張する最も論争の多い条項の1つは、特に石油とガスの開発に関する厳格な規制をめぐって、企業が政府を訴える能力を高めることであった。もう1つは、著作権の保護期間を作者の没後70年まで延長するよう求めるアメリカの主張であった。
この要件はCPTPPで削除されたが、日本は、TPPの発効のために改正された著作権法による、著作権の保護期間の70年への延長をCPTPPの発効時点で施行することにした。これはCPTPPの発効後、まもなく発効することになっていた日本・EU経済連携協定においても、保護期間の延長が必要になっていたためである。
CPTPP は、法的には環太平洋パートナーシップ協定とは別の条約として作成された。本文7か条と附属書が1本で構成されている。

## 本文
第1条TPP協定の組込み
TPPの条文が「必要な変更を加えた上で、この協定に組み込まれ、この協定の一部をなす」と規定している。なおTPPのうち加入・脱退等に関する4か条を除外している。これはTPPとCPTPPがそれぞれ異なる条約である以上、CPTPPにはCPTPP固有の運用規定が必要となるからである。
第2条特定の規定の適用の停止
附属書に定める特定の規定の適用を停止する。
第3条効力発生
6か国が、関係する国内法上の手続を完了した旨を書面により寄託者に通報した後60日で発効する。当初の6か国に含まれなかった署名国については、それぞれの国が関係する国内法上の手続を完了した旨を書面により寄託者に通報した後60日後に個別に、当該国について協定は発効する。
第4条脱退
締約国は6月の予告で脱退できる。
第5条加入
国又は独立の関税地域は、CPTPPの効力発生の日の後、締約国と当該国又は独立の関税地域との間で合意する条件に従って加入することができると規定。TPPのように加入交渉についての詳細な規定はしていない。
第6条本協定の見直し
TPP協定の効力発生が差し迫っている場合又はTPP協定が効力を生ずる見込みがない場合には、いずれかの締約国の要請に応じ、本協定の改正及び関係する事項を検討するため、本協定の運用を見直す。
第7条正文（英、西、仏）
正文規定。

## 附属書（適用停止中のTPP規定）
付属書において、CPTPPでは適用を停止している22（うち11は、知的財産権関係）のTPPの規定を示している。第9章「投資」及び第18章「知的財産」での適用停止が目立つ。
投資章の適用停止は、たとえば資源採掘やインフラ建設・運営（空港、高速道路等）のコンセッション契約を締結した投資家は、相手国政府に契約違反があっても、その違反が同時にTPP投資章の義務への違反でないかぎり、投資家対国家の紛争解決 (ISDS) に訴えられない。
知的財産章では、TPP交渉の最終段階で米豪間の激しい対立を生んだ、生物製剤特許の保護や「ミッキーマウス延命策」とも揶揄される著作権の保護期間延長（作者の死後70年）など、もっぱらアメリカ合衆国の強い関心を反映した条項が停止された。他方で、電子商取引・国有企業・労働・環境といった新しい分野を規律する章は、ほぼそのままである。
附属書で、TPPの項目のうち適用を停止している規定の主な範囲は次のとおり。
- 第5章「税関当局及び貿易円滑化」中「急送貨物」
- 第9章「投資」中、「投資に関する合意」、「投資の許可」の定義。また「請求の仲裁への付託」、「仲裁人の選定」、「準拠法」
- 第10章「国境を越えるサービスの貿易」中「急送便サービス」
- 第11章「金融サービス」中「適用範囲」
- 第13章「電気通信」中「電気通信に関する紛争の解決」
- 第15章「政府調達」中「参加のための条件」、「追加的な交渉」
- 第18章「知的財産」中「対象事項」、「不合理な特許期間の調整」「開示されていない試験データその他のデータの保護 」「生物製剤 」「著作権及び関連する権利の保護期間」「技術的保護手段」「権利管理情報」「衛星放送用及びケーブル放送用の暗号化された番組伝送信号の保護」「法的な救済措置及び免責」「インターネット・サービス・プロバイダ」など
- 第20章「環境」中「保存及び貿易」
- 第26章「透明性及び腐敗行為の防止」中、「医薬品及び医療機器に関する透明性及び手続の公正な実施」の項
- ブルネイ・ダルサラームとマレーシアが留保した部分

## 交渉
2017年11月に、ベトナムで開催されたアジア太平洋経済協力フォーラムと同時に開催された交渉ラウンドの間、カナダのジャスティン・トルドー首相は、文化および自動車に関する規定について留保を表明し、原則として合意に署名することを拒否した。オーストラリア、ニュージーランド、および日本のメディアは、契約の迅速な動きを強く支持しており、彼らがカナダの妨害行為として描写したものを強く批判した。 
カナダは、特にフランス語圏の少数派に関連する文化的および言語的権利は保護されるべきであると主張した。ただし、カナダの主要な留保は、関税なしで車両をCPTPP加盟国で輸入できる原産地比率についての対立であった。これは、元のTPPでは45％、NAFTA協定では62.5％であった。自動車部品の主要輸出国である日本は、より低い要求を強く支持している。2018年1月、カナダは、他のすべてのCPTPP加盟国との文化に関する拘束力のあるサイドレター、および非関税障壁に関連する日本、マレーシア、オーストラリアとの二国間合意を得た後に、CPTPPに署名すると発表した。カナダの自動車部品製造業者協会は、関税なしで輸入できる自動車部品の比率の増加を強く非難し、アメリカは現在進行中のNAFTA再交渉で厳格な輸入基準を要求することにより反対方向に動いていると指摘した。 
2019年2月、カナダの国際貿易多角化大臣であるジム・カーは、「CPTPP -ビジネスの幅を広げる-」セミナーで基調講演を行い、同協定の活用がヒト、モノ、サービスの共有をより容易にする架け橋となることを述べました。

## 批准
2018年6月28日、メキシコはCPTPPの国内承認手続きを完了し、最初の批准国となった。 
2018年7月6日、日本は2番目の批准国となった。 
2018年7月19日、シンガポールは3番目の批准国となった。 
2018年10月17日、オーストラリア連邦議会上院は、下院に続いて関連する法律を通過させた。公式の承認は2018年10月31日に寄託された。寄託までの時間差のため、オーストラリアは6番目の批准国となった。CPTPPは発効要件を満たしたため、60日後の2018年12月30日に発効した。 
2018年10月25日、ニュージーランドは4番目の批准国となった。 
2018年10月25日、カナダ連邦議会は、実施法を可決し、実施法に関する王室の同意を得た。公式の承認は2018年10月29日に寄託された。カナダは5番目の批准国になった。
2018年11月2日、CPTPPおよび関連文書が承認のためにベトナム国会に提出された。
2018年11月12日、ベトナム国会はCPTPPを全会一致で批准する決議を可決した。ベトナム政府は、2018年11月15日にニュージーランドに批准を通知し、7番目の批准国となった。
2019年4月17日、CPTPPはチリ下院によって承認された。上院での承認の最終ラウンドは、憲法委員会の承認を受けた後、2019年11月に予定されていた。 しかし チリ暴動の発生により、上院はCPTPPに関する会期を2019年11月11日に一時停止することを決定した。 上院での承認は2022年10月になった。
2021年7月5日、ペルー議会外交委員会は、CPTPPの批准ならびにオーストラリア、カナダ、マレーシア、ニュージーランド、ベトナムと9つのサイドレター（協定付属文書）の承認に関わる立法決議第7892／2020PE号を過半数で承認し、7月14日には、本会議において、賛成97、反対0、棄権9で承認された。議会での承認を受けて、ペルーは、2021年7月21日、CPTPP発効のための国内手続を完了した旨をニュージーランドに通知し、8番目の批准国になった。発効日は2021年9月19日である。
2022年9月30日、マレーシアは、国内手続を完了した旨をニュージーランドに通知し、9番目の批准国となった。マレーシアでは通報の60日後の2022年11月29日に発効した。
2022年10月11日、チリ上院はCPTPP承認法案の採決を行い、賛成27、反対10、棄権1、欠席1で可決した。法案は議会を通過したが、チリによる批准は、CPTPP第9章第B節「投資家と国との間の紛争解決（ISDS）メカニズム」についてチリが推進するサイドレターに対して他の参加国の承認が得られた後に行うとした。
2022年12月23日、チリは、CPTPP発効のための国内手続を完了した旨を寄託国であるニュージーランドに通報し、CPTPPはチリでは2023年2月21日に発効した。
2023年5月13日、ブルネイは、CPTPP発効のための国内手続を完了した旨を寄託国であるニュージーランドに通知し、11番目の批准国になった。発効日は2023年7月12日である。これより、CPTPPは当初の11カ国すべてにおいて発効した。
CPTPP参加各国の批准プロセスの概要を以下に示す。 
| 署名国           | 署名日       | 機関                 | 承認日         | In favour          | Against            | 棄権               | 批准日         | 参照                 |
| ---------------- | ------------ | -------------------- | -------------- | ------------------ | ------------------ | ------------------ | -------------- | -------------------- |
| メキシコ         | 2018年3月8日 | 上院                 | 2018年4月24日  | 73                 | 24                 |                    | 2018年6月28日  | [ 57 ]               |
| メキシコ         | 2018年3月8日 | 大統領の同意         | 2018年5月23日  | 承認               | 承認               | 承認               | 2018年6月28日  |                      |
| 日本             | 2018年3月8日 | 衆議院               | 2018年5月18日  | 多数決（起立投票） | 多数決（起立投票） | 多数決（起立投票） | 2018年7月6日   | [ 59 ]               |
| 日本             | 2018年3月8日 | 参議院               | 2018年6月13日  | 168                | 69                 |                    | 2018年7月6日   | [ 60 ]               |
| シンガポール     | 2018年3月8日 | 議会の承認は必要なし |                |                    |                    |                    | 2018年7月19日  | [ 62 ]               |
| ニュージーランド | 2018年3月8日 | 下院                 | 2018年10月24日 | 111                | 8                  |                    | 2018年10月25日 | [ 64 ] [ 65 ]        |
| ニュージーランド | 2018年3月8日 | 国王裁可             | 2018年10月25日 | 承認               | 承認               | 承認               | 2018年10月25日 | [ 64 ]               |
| カナダ           | 2018年3月8日 | 下院                 | 2018年10月16日 | 236                | 44                 | 1                  | 2018年10月29日 | [ 68 ]               |
| カナダ           | 2018年3月8日 | 上院                 | 2018年10月25日 | 多数決（発声投票） | 多数決（発声投票） | 多数決（発声投票） | 2018年10月29日 | [ 69 ]               |
| カナダ           | 2018年3月8日 | 国王裁可             | 2018年10月25日 | 承認               | 承認               | 承認               | 2018年10月29日 | [ 70 ] [ 71 ]        |
| オーストラリア   | 2018年3月8日 | 下院                 | 2018年9月19日  | 多数決（起立投票） | 多数決（起立投票） | 多数決（起立投票） | 2018年10月31日 | [ 73 ] [ 74 ] [ 75 ] |
| オーストラリア   | 2018年3月8日 | 上院                 | 2018年10月17日 | 33                 | 15                 |                    | 2018年10月31日 | [ 76 ] [ 74 ] [ 75 ] |
| オーストラリア   | 2018年3月8日 | 国王裁可             | 2018年10月19日 | 承認               | 承認               | 承認               | 2018年10月31日 | [ 74 ] [ 75 ]        |
| ベトナム         | 2018年3月8日 | 国民議会             | 2018年11月12日 | 469                | 0                  | 16                 | 2018年11月15日 | [ 78 ] [ 79 ]        |
| ペルー           | 2018年3月8日 | 議会                 | 2021年7月15日  | 97                 | 0                  | 9                  | 2021年7月21日  |                      |
| マレーシア       | 2018年3月8日 | 議会の承認は必要なし |                |                    |                    |                    | 2022年9月30日  |                      |
| チリ             | 2018年3月8日 | 代議院               | 2019年4月17日  | 77                 | 68                 | 2                  | 2022年12月23日 | [ 81 ] [ 82 ]        |
| チリ             | 2018年3月8日 | 上院                 | 2022年10月11日 | 27                 | 10                 | 1                  | 2022年12月23日 | [ 49 ]               |
| ブルネイ         | 2018年3月8日 | 議会の承認は必要なし |                |                    |                    |                    | 2023年5月13日  |                      |

イギリス加盟議定書の批准プロセスの概要を以下に示す。 
| 署名国           | 日付           | 機関                 | In favour                         | Against                           | 棄権                              | 批准日         | 参照                        |
| ---------------- | -------------- | -------------------- | --------------------------------- | --------------------------------- | --------------------------------- | -------------- | --------------------------- |
| 日本             | 2023年11月20日 | 衆議院               | 多数決（起立投票）                | 多数決（起立投票）                | 多数決（起立投票）                | 2023年12月15日 | [ 84 ]                      |
| 日本             | 2023年12月6日  | 参議院               | 多数決（起立投票）                | 多数決（起立投票）                | 多数決（起立投票）                | 2023年12月15日 | [ 85 ]                      |
| シンガポール     |                | 議会の承認は必要なし |                                   |                                   |                                   | 2024年1月23日  |                             |
| チリ             | 2024年4月3日   | 議会の承認は必要なし |                                   |                                   |                                   | 2024年4月3日   | [ 87 ] [ 88 ]               |
| イギリス         | 2024年1月23日  | 貴族院               | 多数決（発声投票）                | 多数決（発声投票）                | 多数決（発声投票）                | 2024年5月17日  | [ 90 ]                      |
| イギリス         | 2024年3月19日  | 庶民院               | 多数決（発声投票）                | 多数決（発声投票）                | 多数決（発声投票）                | 2024年5月17日  | [ 90 ]                      |
| イギリス         | 2024年3月20日  | 国王裁可             | 承認                              | 承認                              | 承認                              | 2024年5月17日  | [ 91 ]                      |
| ニュージーランド |                | 議会の承認は必要なし |                                   |                                   |                                   | 2024年6月4日   |                             |
| ベトナム         | 2024年6月25日  | 国民議会             | 459                               | 0                                 | 1                                 | 2024年8月1日   | [ 93 ] [ 88 ] [ 87 ]        |
| ペルー           | 2024年8月20日  | 大統領               | Granted                           | Granted                           | Granted                           | 2024年8月28日  | [ 94 ] [ 95 ] [ 88 ] [ 87 ] |
| マレーシア       | 2024年9月17日  | 議会の承認は必要なし |                                   |                                   |                                   | 2024年9月17日  | [ 96 ] [ 97 ] [ 98 ] [ 87 ] |
| ブルネイ         | 2024年10月16日 | 議会の承認は必要なし |                                   |                                   |                                   | 2024年10月16日 | [ 87 ] [ 88 ] [ 99 ]        |
| オーストラリア   | 2024年10月9日  | 代議院               | Majority approval (Standing vote) | Majority approval (Standing vote) | Majority approval (Standing vote) | 2024年10月25日 | [ 100 ] [ 87 ] [ 88 ]       |
| オーストラリア   | 2024年10月10日 | 元老院               | 多数決（起立投票）                | 多数決（起立投票）                | 多数決（起立投票）                | 2024年10月25日 | [ 100 ] [ 87 ] [ 88 ]       |
| オーストラリア   | 2024年10月24日 | 国王裁可             | Granted                           | Granted                           | Granted                           | 2024年10月25日 | [ 100 ] [ 87 ] [ 88 ]       |
| カナダ           |                | 代議院               |                                   |                                   |                                   |                |                             |
| カナダ           | 元老院         |                      |                                   |                                   |                                   |                |                             |
| カナダ           | 国王裁可       |                      |                                   |                                   |                                   |                |                             |
| メキシコ         |                | 元老院               |                                   |                                   |                                   |                |                             |
| メキシコ         | 大統領承認     |                      |                                   |                                   |                                   |                |                             |

## 発効
2018年12月30日、オーストラリア、カナダ、日本、メキシコ、ニュージーランド、シンガポールの間で協定が発効した。 
2019年1月1日、オーストラリア、カナダ、メキシコ、ニュージーランド、シンガポールは2回目の関税引き下げを実施した。2019年4月1日、日本は2回目の関税引き下げを実施した。 
2019年1月14日、この協定はベトナムについて発効した。
2021年9月19日、この協定はペルーについて発効した。
2022年11月29日、この協定はマレーシアについて発効した。
2023年2月21日、この協定はチリについて発効した。
2023年7月12日、この協定はブルネイについて発効した。
ブルネイが締約国になることにより、CPTPPは、当初の11カ国すべてについて発効した。
2024年12月15日、この協定はイギリスについて発効した。

## CPTPP委員会
CPTPP委員会は、2018年12月30日にCPTPPが発効したときに設立されたCPTPPの意思決定機関である。CPTPP署名国の代表は、2019年1月19日に東京で開催された最初のCPTPP委員会会議に参加した。 
CPTPP委員会は2019年1月19日に以下を決定した。 
- 環太平洋パートナーシップに関する包括的及び先進的な協定の実施のための運営に関する委員会決定[105]。
- 関心のある経済国がCPTPPに参加するための加盟プロセスを確立する決定[106];付属書[107]。
- 締約国が関与する紛争の手続き規則および行動規範を作成する決定[108] ;附属書[109] ;附属書I[110]。
- 投資家と国との紛争解決のための行動規範を作成する決定[111];附属書[112]。
- CPTPP委員会のメンバーはまた、2019年1月19日に共同閣僚声明を発表した[113]。

2019年10月9日にニュージーランドのオークランドで第2回CPTPP委員会が開催された。委員会と並んで、以下の委員会がオークランドで初めて会合した。 原産地規則農業貿易;貿易の技術的障壁;衛生および植物検疫措置;中小企業;国有企業;開発;協力と能力開発;競争力とビジネスの円滑化。環境;そして労働評議会。委員会は、（i）第27.4条に基づく手続き規則に関する（ii）第28.11条に規定されているパネル議長の名簿を確立するという2つの正式な決定を採択した。 

## 拡大

### 加入が発効した国・地域

#### イギリス
2018年1月には、イギリス政府は、Brexit後に輸出刺激するためCPTPPへの加盟を模索し、加盟国のいくつかとの非公式協議を開催した。この国は太平洋に海外領土、 ピトケアン諸島がある。2018年10月、日本の安倍晋三首相は、ブレグジット後のパートナーシップへの英国の参加を歓迎すると述べた 。2020年4月、オーストラリアのSimon Birmingham、ニュージーランドのDavid Parker、シンガポールのChan Chun Sing各通商大臣との共同発表で、エリザベス・トラス国際貿易大臣は、イギリスのCPTPPへの参加意向を表明した。 
2021年2月1日、イギリスのエリザベス・トラス国際貿易大臣は、CPTPPの寄託国であるニュージーランドのダミエン・オコナー貿易・輸出振興担当大臣に対してCPTPPに対する正式な加盟申請を提出した。
2021年6月2日に第4回CPTPP委員会が、テレビ会議方式にて閣僚級で開催された。CPTPP加入手続に基づき、イギリスの加入手続の開始及び加入作業部会（議長：日本、副議長：豪州及びシンガポール）の設置についての委員会決定を採択した。
2023年3月31日、CPTPPの11ヶ国はオンライン形式で閣僚会合を開き、イギリスの加入を認めることで合意した。2018年末のCPTPP発効後、新規加入は初となる。CPTPPはイギリスを加えた12ヶ国に広がり、欧州連合（EU）に迫る巨大経済圏となる。CPTPP参加国は会合後、「英国の加入交渉の実質的な妥結を歓迎した」との閣僚共同声明を発表した。加入に必要な協定の条文を確定させ、7月の署名を目指す。イギリスの加入は、各国の国内手続きを経て正式に決まる。イギリスの加入でCPTPP参加国のGDP（国内総生産）の合計は世界全体の12％（11.8兆ドル）から15％（15兆ドル）に拡大し、EUの17兆ドルに迫る。
2023年7月16日、ニュージーランドで第7回CPTPP委員会が、閣僚級で開かれイギリスの加入を正式に承認した。
2024年10月25日までにイギリス及び7カ国の批准が完了したことにより、12月15日に加入することが決定した。
2024年12月15日、イギリスのCPTPP加入に関する議定書が発効され、正式に加入した
。

### 現在の加入交渉中の国・地域

#### コスタリカ
コスタリカのロドリゴ・チャベス大統領は、2022年7月に「最終目標はコスタリカを貿易取引が少ないアジアに向けて開放することだ」として、CPTPP及び太平洋同盟への加盟を目指すことを表明した。
2022年8月10日、コスタリカがCPTPPへの加盟の申請文書をニュージーランド政府に提出し、11日に受理された。
2024年11月29日、TPP委員会はコスタリカとの加盟交渉を開始することを決定した。新規の加盟交渉開始はイギリスに次いで2番目となる。

### 現在の加入申請中の国・地域

#### 中華人民共和国
2021年9月16日、中華人民共和国は CPTPP への正式な加盟申請を行った。

#### 中華民国（台湾）
2021年9月22日、中華民国（台湾）は台澎金馬個別関税領域名義で CPTPP への正式な加盟申請を行った。

#### エクアドル
エクアドルは、左派政権が永らく保護貿易政策を続け、自由貿易協定の範囲を中南米に限定してきたが、中道右派のレニン・モレノが当選すると経済開放に方針を転換。モレノの路線を継承したギジェルモ・ラソも「経済規模が世界で上位10番に入るような国や地域とFTAを結びたい。米国、中国、日本、韓国などだ」として自由貿易協定の推進を表明、2021年12月にCPTPPへの加盟を正式申請した。

#### ウルグアイ
2022年12月1日、ウルグアイがCPTPPへの加盟の申請文書をニュージーランド政府に提出し、受理された。一方、ウルグアイと関税同盟である南米南部共同市場（メルコスル）を構成するブラジル、アルゼンチン、パラグアイの3カ国は、「単独での他国との経済連携協定の締結は、メルコスルの規定に違反する」として反発した。

#### ウクライナ
2023年4月21日、ウクライナのタラス・カチカ通商代表はCPTPPへの加盟申請を行い、年内にも交渉が開始されることに期待すると表明した。環太平洋地域に領土を持たないウクライナの加盟が実現すれば、CPTPPの範囲は環太平洋の枠組みを大きく超えることになる。
2023年5月5日、ウクライナがCPTPPへの加盟の申請文書をニュージーランド政府に提出し、受理された。7月7日にニュージーランド政府が公表した。

#### インドネシア
2024年9月、インドネシア政府は加盟申請した。

### 将来的な加入候補国

#### 韓国
2021年12月13日、大韓民国の洪楠基経済副首相兼企画財政相は、「CPTPP加盟を本格的に推進するため、多様な利害関係者と社会的議論を土台に、関連手続きを開始する」ことを表明した。「中国と台湾のCPTPPの加盟申請など、アジア太平洋地域の経済秩序の変化が活発に進み、これ以上、政府内での論議だけにとどまることはできない」として加盟手続き開始の背景に、韓国が巨大経済圏から孤立する危機感があることを滲ませた。

#### タイ
タイはCPTPPへの参加に関心を有しており、2021年には加入検討のための運営小委員会を政府に設置した。

#### フィリピン
2021年3月31日、CPTPPへの参加を視野に入れ、協定加盟国との協議を進めると発表した。

### TPPから離脱したがCPTPP加入の可能性を残す国

#### アメリカ
2018年1月25日、ドナルド・トランプ米大統領はインタビューで、CPTPPがアメリカにとって「実質的により良い取引」である場合、CPTPPに再び参加する可能性があることへの関心を発表した。彼は2017年1月に最初の協定からアメリカを離脱させた。2018年4月12日、彼はホワイトハウスの国家経済評議会のディレクターであるラリー・クドローとアメリカ通商代表のロバート・ライトハイザーに新しい協定への参加を検討するように言った。米小麦協会のビンスピーターソンプレジデントは、2018年12月に、アメリカの小麦輸出国がCPTPPにより、日本での53％の市場シェアの「差し迫った崩壊」に直面する可能性があると述べた。ピーターソン氏はまた、「オーストラリアとカナダの競争相手は、アメリカの農民が無力に監視しているため、これらのCPTPP条項の恩恵を受けるようになる。」と述べた。全米牛肉協会は、アメリカ最大の輸出市場である日本への牛肉の輸出は、CPTPPの初年度にオーストラリアの日本への輸出に対する関税が27.5％引き下げられるため、アメリカの輸出業者にとって深刻な不利益になると述べた。

### 拡大の概要
| 国・地域               | TPPのステータス | CPTPPのステータス                | 時期       |
| ---------------------- | --------------- | -------------------------------- | ---------- |
| アメリカ合衆国         | 署名国          | 関心を表明                       | 2018年1月  |
| コロンビア             | 非署名国        | 関心を表明                       | 2018年     |
| タイ王国               | 非署名国        | 関心を表明                       | 2018年     |
| フィリピン             | 非署名国        | 関心を表明                       | 2020年     |
| 中華人民共和国（中国） | 非署名国        | 加入を正式に申請                 | 2021年9月  |
| 中華民国（台湾）       | 非署名国        | 加入を正式に申請                 | 2021年9月  |
| 大韓民国（韓国）       | 非署名国        | 加入申請のための国内加盟手続開始 | 2021年12月 |
| エクアドル             | 非署名国        | 加入を正式に申請                 | 2021年12月 |
| コスタリカ             | 非署名国        | 加盟交渉開始                     | 2024年11月 |
| ウルグアイ             | 非署名国        | 加入を正式に申請                 | 2022年12月 |
| ウクライナ             | 非署名国        | 加入を正式に申請                 | 2023年5月  |
| イギリス               | 非署名国        | 正式加入                         | 2024年12月 |
| インドネシア           | 非署名国        | 加入を正式に申請                 | 2024年9月  |

### 2024年以降の拡大と戦略的意義
2024年12月15日、英国の加入議定書が発効し、環太平洋パートナーシップに関する包括的及び先進的な協定（CPTPP）は日本を含む既存の締約国に加えて英国を正式な構成員に加える形で拡大した。これにより英国原産の品目も特恵関税率の適用対象となり、協定の網が広がるとともに、ルールに基づく自由貿易の枠組みの地域的影響力が強化された。さらに同年にはコスタリカの加入手続が開始され、締約国の拡大が継続している。これらの拡張は単なる関税撤廃を超えた制度的連携の深化として、自由で公正な国際経済秩序の構築に資すると同時に、日本が当該協定の推進と運営において中心的役割を果たしていることを示すものである。
2025年5月13日、スウェーデンは欧州連合（EU）のCPTPPへの加盟を提案すると発表した。